# Szabadesés
Szabadesés è un film del 2014 diretto da György Pálfi.
La pellicola ha vinto il premio speciale della giuria al 49º Festival internazionale del cinema di Karlovy Vary, concorso dove Pálfi si è aggiudicato anche il premio come miglior regista.

## Trama
Budapest, un'anziana signora esce dal suo appartamento, ma invece di scendere le scale che la porterebbero fuori, sale i vari piani del condominio fino al tetto e quindi al parapetto dal quale si lancia nel vuoto. Una volta a terra, sull'asfalto, la signora si riprende, apparentemente indenne.
Sei piani, sei microcosmi, sei film, uno per appartamento. La festa elegante con un'enigmatica nudità, la meditazione new age che finisce in commedia, l'assurdo appartamento asettico, il ménage à trois declinato in sit com demenziale, l'angoscia di un atipico studio ginecologico, il dramma psicologico familiare esacerbato dall'incomunicabile bovide... per finire dove tutto inizia, nell'appartamento stantio e senza tempo dal quale la signora cerca un'inutile e ripetuta fuga.